# Velódromo de Queen's Park
El Velódromo de Queen's Park (en francés: Vélodrome de Queen's Park) es un antiguo velódromo en la ciudad de Verdun, hoy un barrio de la ciudad de Montreal, en la provincia de Quebec al este de Canadá. Construido bajo la dirección del contratista Ucal-Henri Dandurand Montreal a finales del siglo XIX, estaba, según la investigación de Guy Billard, Vicepresidente de la Sociedad de Historia y Genealogía de Verdun, entre las calles Wellington, Rielle, Gordon y Lachine. La construcción se inició el 25 de abril de 1898 y su inauguración tuvo lugar el 24 de mayo del mismo año. La pista del velódromo fue hecha de madera y su longitud era de un tercio de milla (unos 535 metros), con una anchura de veintiocho pies (8,5 metros) y con sus esquinas en un ángulo de hasta dos metros y medio.